# Jade Leung

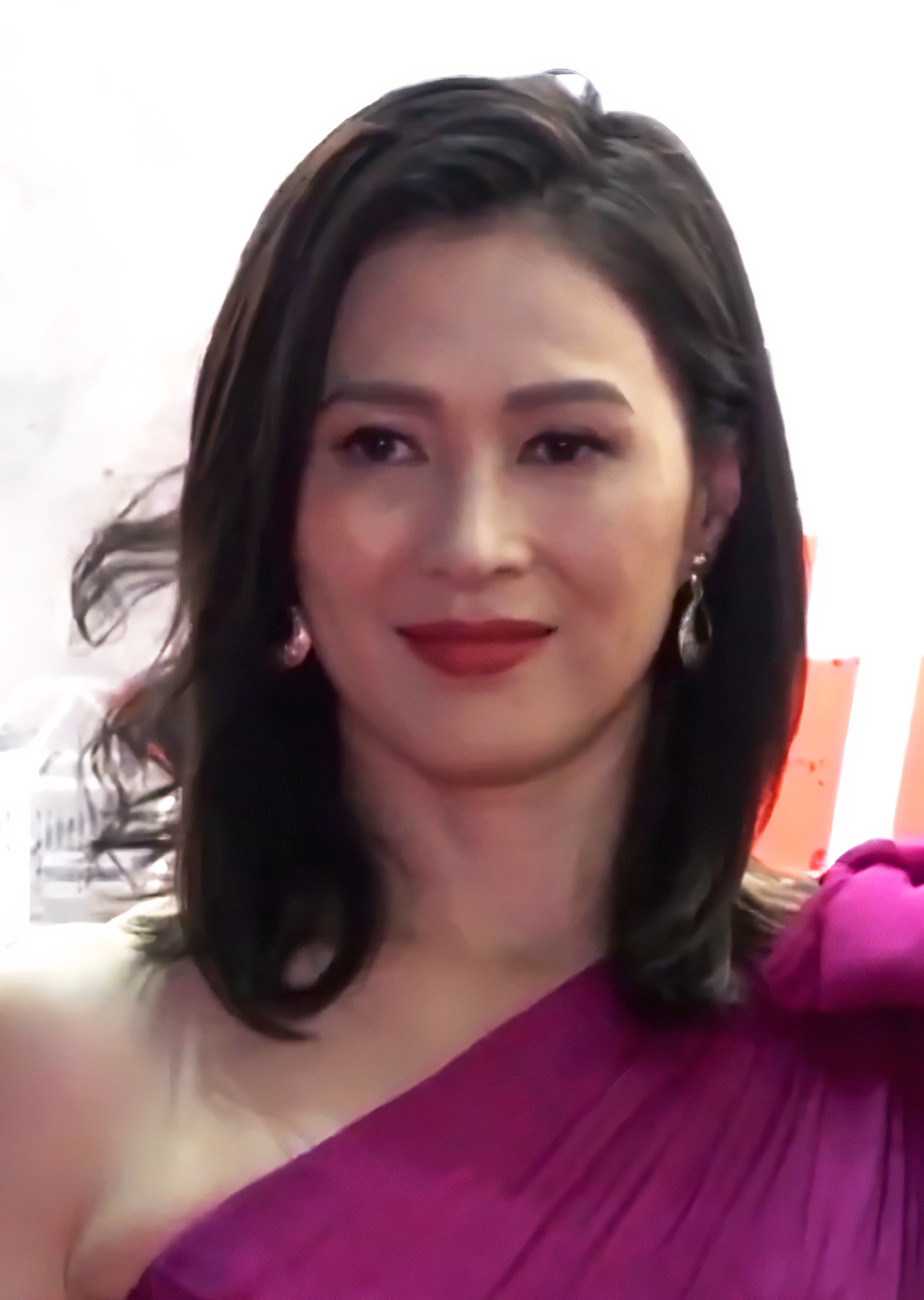
Jade Leung, 2019

Jade Leung (chinesisch 梁琤, Pinyin Liáng Chēng, gebürtig chinesisch 梁玉燕, Pinyin Liáng Yù Yān, kantonesisch Leung Yuk-yin; * 23. November 1969 in Hongkong) ist eine Schauspielerin aus Hongkong, die durch ihre Mitwirkung in Martial-Arts- und Actionfilmen einem größeren Publikum bekannt wurde.

## Leben und Werk
Nach Abschluss der High School zog sie für vier Jahre in die Schweiz, wo sie unter anderem Modedesign studierte. 1990 kehrte sie wieder nach Hongkong zurück. Sie arbeitete nachfolgend als Model; daneben nahm sie erfolglos an dem Schönheitswettbewerb Miss Asia Pageant teil.
Durch Auftritte in TV-Spots wurde Geschäftsmann und Filmproduzent Dickson Poon auf die 165 cm große Schönheit aufmerksam. Poons Filmstudio D&B Films plante seinerzeit die Neuverfilmung des Luc-Besson-Thrillers Nikita und Leung konnte sich gegen etwa 200 Konkurrentinnen durchsetzen. Die Hauptrolle in Black Cat, für die sie 1992 bei den Hong Kong Film Awards als beste Nachwuchsdarstellerin ausgezeichnet wurde, machte sie über die Landesgrenzen Hongkongs bekannt.

## Filmografie (Auswahl)
- 1991: Black Cat (黑貓, Hēi māo)
- 1992: Codename: Cobra (黑貓 II, Hēi māo II)
- 1994: Satin Steel (重金屬, zhòng jīn shǔ)
- 1995: Zhi zhu nu
- 1995: Dai lu mao de nu ren
- 1995: Black Cat 2 (Cuo ti zhui ji zu he)
- 1995: Ying zi di ren
- 1996: Pi li feng huang
- 1997: Wan quan cui hua sho ce
- 1997: Chik juk ging wan
- 2000: Ngo joi gaam yuk dik yat ji
- 2002: Flying Dragon, Leaping Tiger
- 2003: Brush Up My Sisters
- 2005: Jeuk sing

## Auszeichnungen
Hong Kong Film Awards
- 1992: Preis in der Kategorie Bester Nachwuchsschauspieler